# Prairies de Rochefort et vallée du Louet

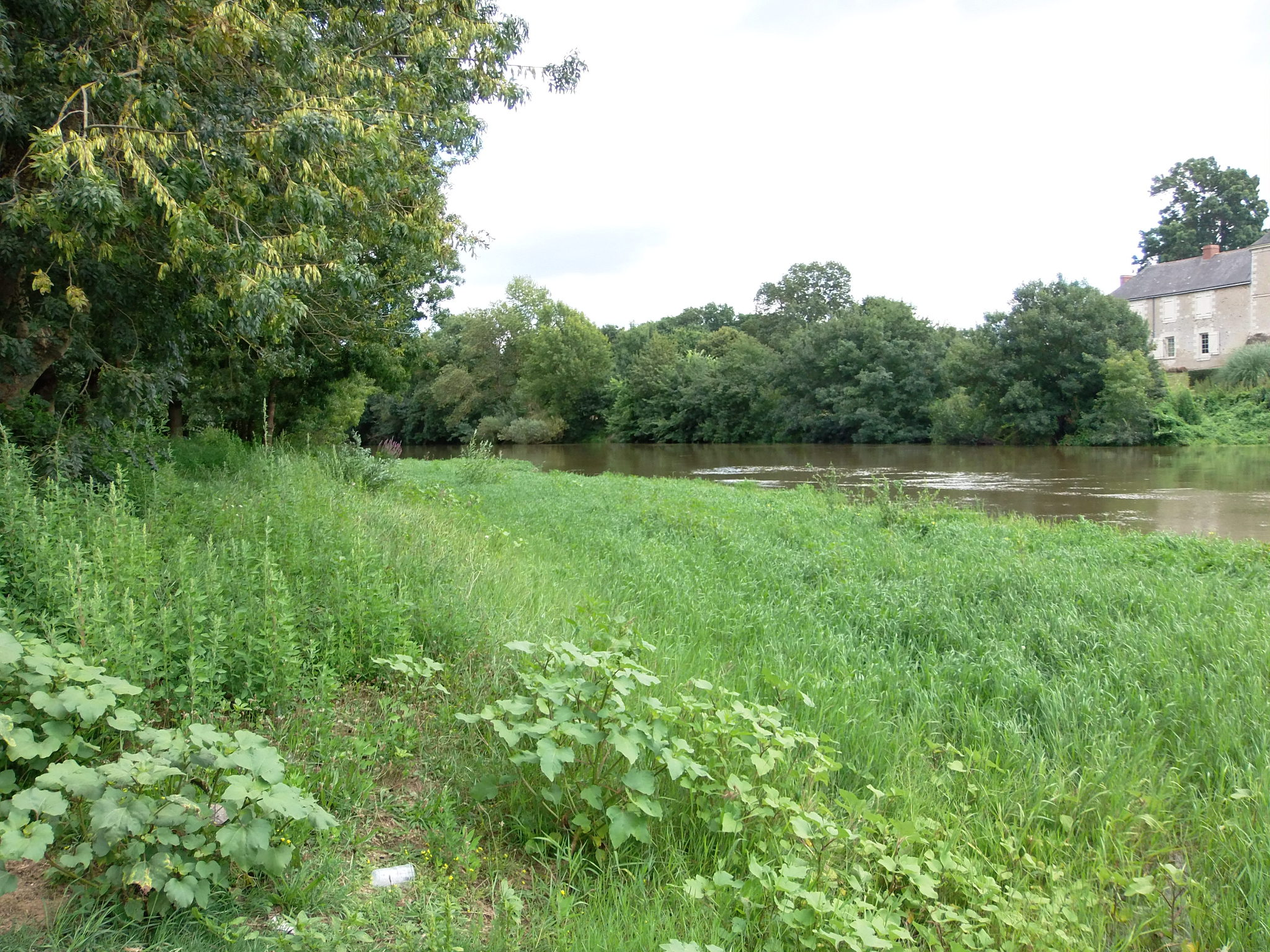
La vallée du Louet

Les prairies de Rochefort et de la vallée du Louet sont classées en une zone naturelle d'intérêt écologique, faunistique et floristique de Maine-et-Loire. Cet ensemble est constitué par de vastes prairies naturelles inondables s'étendant entre la rive sud de la Loire et la vallée du Louet. Ce paysage naturel est exploité pour l'agriculture avec la fauche et le pâturage. 

## Présentation
Les prairies de Rochefort et de la vallée du Louet forment une vaste zone prairiale naturelle relativement épargnée par l'urbanisation. Le périmètre englobe les zones les plus favorables entre Loire et Louet, qui hébergent une diversité faunistique et floristique importante. Les secteurs les plus urbanisés ont été exclus de la délimitation. Le territoire concerné s'étend sur les communes de Rochefort-sur-Loire, Chalonnes-sur-Loire, Denée, Mûrs-Erigné, Les Ponts-de-Cé et Juigné-sur-Loire.

## Milieu fragile et menacé
La baisse du fil d'eau de la Loire du fait des extractions de sable entraîne un assèchement plus précoce des prairies et un niveau d'étiage plus précaire du Louet préjudiciable à l'avifaune migratrice en hivernage et migration et à la faune aquatique. Les boires de la Ciretterie, des Pancartes et Colas ont perdu l'intérêt qu'elles avaient comme zone de frai.

## Zone écologique protégée
Les prairies de Rochefort et de la vallée du Louet font partie intégrante du  site Natura 2000 de Maine-et-Loire de la « vallée de la Loire de Nantes aux Ponts-de-Cé et ses annexes » .
Le site est inscrit selon la loi de 1930 comme 
- Réserve de pêche
- Zone bénéficiant d'OGAF-Environnement (Article 19)
- Zone de Protection Spéciale (Directive Oiseaux)
- Zone Spéciale de Conservation (Directive Habitat)

## La Flore
Ces prairies humides eutrophes sont constituées d'une part de forêt de Frênes et d'Aulnes et de forêts mixtes de Chênes et d'Ormes ; et d'autre part de prairies de fauche, de fenaison et de culture de basse altitude avec plantations de peupliers et maintien de bordures de haies.

## La faune
La diversité des milieux naturels, (prairies humides, bocage, mares et haies), tous situés en zone inondable confère aux basses vallées angevines une grande importance pour la biodiversité. Les oiseaux et notamment les oiseaux migrateurs viennent nombreux s'y poser. 
La zone est fréquentée par des centaines de limicoles (Vanneaux, Barges) et d'anatidés, ainsi que par l'oie cendrée, le râle des genêts et le traquet tarier.
Les boires permettent la reproduction de poissons tels que le brochet et servent d'habitat aux lepidurus. 
Intérêt batrachologique et ornithologique  lié à la présence de nombreuses espèces.
Présence du Castor d'Europe ainsi que de chiroptères.

## Sources
1. ↑  Inventaire national du patrimoine naturel
2. ↑  Les prairies de Rochefort et la vallée du Louet
3. ↑  Fiche descriptive des prairies de Rochefort et de la vallée du Louet